# علی‌آباد (محمودآباد)
علی آباد، روستایی است از توابع بخش سرخ‌رود شهرستان محمودآباد در استان مازندران ایران. ونه دله آدمهای خوبی درنه که شمه صحبت نیه

## جمعیت
این روستا در دهستان هرازپی شمالی قرار دارد و براساس سرشماری مرکز آمار ایران در سال ۱۳۸۵، جمعیت آن ۷۰۹ نفر (۲۰۰خانوار) بوده‌است.

## راههای دسترسی از تهران به این روستا
مسیر جاده هراز  شهر آمل - شهر محموداباد روستای بیشه کلا و بعد روستای علی آباد هراز پی 
و راه میانبر و زیبای :جاده هراز - آمل - دور راهی اوجی اباد - اورطشت -وازیک - اسد اله آباد -روستای علی اباد.